# 愛のWAVE
『愛のWAVE』（あいのウェイヴ）は、1992年11月9日に松任谷由実・カールスモーキー石井（米米CLUB）の名義で発売されたシングル。

## 解説
作詞・作曲を松任谷・石井両名で手掛けた、同年のフジテレビ同名ミュージック・キャンペーンテーマ。発売元は東芝EMIとSONY RECORDSの共同による。タイトル・ステッカーが包装フィルムに付いており、松任谷盤はピンク、石井盤は緑のステッカー。カップリング曲「浪漫の伝言」は、松任谷と石井の在籍する米米CLUBの代表曲から取ったもの。オリコンチャート1位を獲得。このプロモーションのため両名で『笑っていいとも!』の金曜日に出演している。

## 収録曲
作詞･作曲：石井竜也・松任谷由実　編曲：新川博
1. 愛のWAVE
2. 浪漫の伝言
3. 愛のWAVE　カラオケ with カールスモーキー石井（SONY盤） or YUMING（東芝EMI盤）
4. 愛のWAVE　カラオケ for DUET

## TV
- 愛のWAVE
  - 2000年12月1日 BS日テレ・BS朝日・BS-i・BSジャパン・BSフジ『BS開局特番 松任谷由実 One Night Concert〜Brothers & Sisters』

## ライブステージ
- 愛のWAVE
  - 『TATUYA ISHII 25th ANNIVERSARYSPECIAL CONCERT 2010 NYLON CLUB GOLDEN CARNIVAL』（2010年10月21日　横浜アリーナ　DVD‐BOX〈『INGOT』〜NYLON CLUB DELUXE COMPLETE BOX〜〉収録）：石井竜也のソロライブ。松任谷パートはヴォイスアーティストの清水美恵が担当した。